# Коринф (дим)
Кори́нф (греч. Δήμος Λουτρακίου - Αγίων Θεοδώρων) — община (дим) в Греции, в северо-восточной части полуострова Пелопоннеса на границе с Центральной Грецией, на побережье Коринфской бухты Коринфского залива и бухты Кехрие залива Сароникоса. Входит в периферийную единицу Коринфии в периферии Пелопоннес. Население 58 192 жителя по переписи 2011 года. Площадь 611,291 квадратного километра. Плотность 95,2 человека на квадратный километр. Административный центр — Коринф. Димархом на местных выборах 2014 года избран Александрос Пневматикос (Αλέξανδρος Πνευματικός).
В 2011 году по программе «Калликратис» к общине Коринф присоединены упразднённые общины Асос-Лехеон, Сароникос, Солигия и Тенея.

## Административное деление

Административное деление общины:
1 — Коринф
2 — против часовой стрелки: Асос-Лехеон, Тенея, Сароникос и Солигия

Община (дим) Коринф делится на 5 общинных единиц.